# パナマ運河地帯
座標: 北緯9度07分03.61秒 西経79度43分12.60秒 / 北緯9.1176694度 西経79.7201667度

パナマ運河地帯
Panama Canal Zone
 Zona del Canal de Panamá

国の標語: The Land Divided, The World United国歌: 星条旗
The Panama Canal Waltz（非公式の地方歌）

パナマ運河地帯（パナマうんがちたい、英語: Panama Canal Zone、スペイン語: Zona del Canal de Panamá）は、パナマのパナマ運河を取り囲んだアメリカ合衆国のかつての租借地、海外領土（Territory）。

## 地理
面積は1678km2で、中心地はバルボア。なお、パナマの首都パナマ市は運河地帯には入らない。

## 歴史
1903年にアメリカがパナマとの間でパナマ運河条約を締結し、パナマ運河の実質的運営権と両沿岸地帯の租借権を獲得し、アメリカ合衆国の海外領土とされた。
1977年に結ばれた新パナマ運河条約により、1979年10月1日に主権がパナマに返還され、海外領土としての法的地位は終了した。これにより旧運河地帯の大半はパナマの行政権のもとに置かれたが、軍事基地や軍住宅、学校などの一部地区は引き続きアメリカが管轄した。これらの地区も漸次返還され、1999年12月31日に全ての地区が返還された。

## 政治
アメリカの未編入領土（Unincorporated territory）であり、かつ非自治的領土（Unorganized territory）であった。アメリカ大統領から任命される総督（Governor）にはアメリカ陸軍工兵隊の将校出身者が代々就任し、パナマ運河会社の社長を兼ねた。

## 住民
主に運河で働くアメリカ人とパナマ人、駐留するアメリカ軍人、およびその家族が暮らしていた。
アメリカの未編入領土であったため、出生地主義によるアメリカ国籍の取得はできなかった。このため、この地で生まれたジョン・マケインが2008年アメリカ合衆国大統領選挙に出馬した際、大統領に就任するための法的資格について疑義を唱える者がいた。